# Sentimentai
«Sentimentai» (укр. Почуття) — пісня литовської співачки та авторки пісень Моніки Лю, з якою вона представляла Литву на Пісенному конкурсі Євробачення 2022 в Турині, Італія, після перемоги на Pabandom iš Naujo 2022. Уперше з 1994 року Литву на Євробаченні представляла пісня, повністю виконана литовською мовою. Сингл посів перше місце в музичному чарті AGATA.

## Пісенний конкурс Євробачення

### Відбір
Пісня «Sentimentai» отримала право представляти Литву на Євробаченні після перемоги Моніки Лю на національному відборі країни Pabandom iš naujo 2022. Співачка перемогла у півфіналі, який відбувся 22 січня 2022 з найвищим балом як від журі, так і від телеглядачів. 12 лютого 2022 року, у фіналі відбору, Моніка Лю знову здобула перемогу з 12 балами від обох категорій голосування.

### На Євробаченні
За результатими жеребкування пісня «Sentimentai» потрапила до першого півфіналу Євробачення 2022, який відбувся 10 травня 2022 року. Литва отримала 103 бали від глядачів (5 місце) та 56 балів від журі (9 місце), які в загальному заліку принесли країні 7 місце у півфіналі та кваліфікацію до фіналу конкурсу. 
У фіналі Євробачення 2022 Литва виступила під 14 номером. Пісня «Sentimentai» отримала 128 балів та посіла 14 місце. Глядачі України віддали Моніці Лю 10 балів. 

## Чарти
| Чарт (2022)                   | Пікова позиція |
| ----------------------------- | -------------- |
| Литва (AGATA)                 | 1              |
| Швеція (Sverigetopplistan)    | 14             |
| Велика Британія Singles (OCC) | 92             |